# Oseledec'

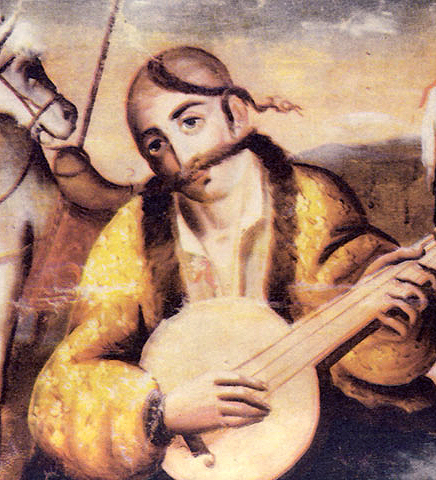
Un suonatore di bandura cosacco

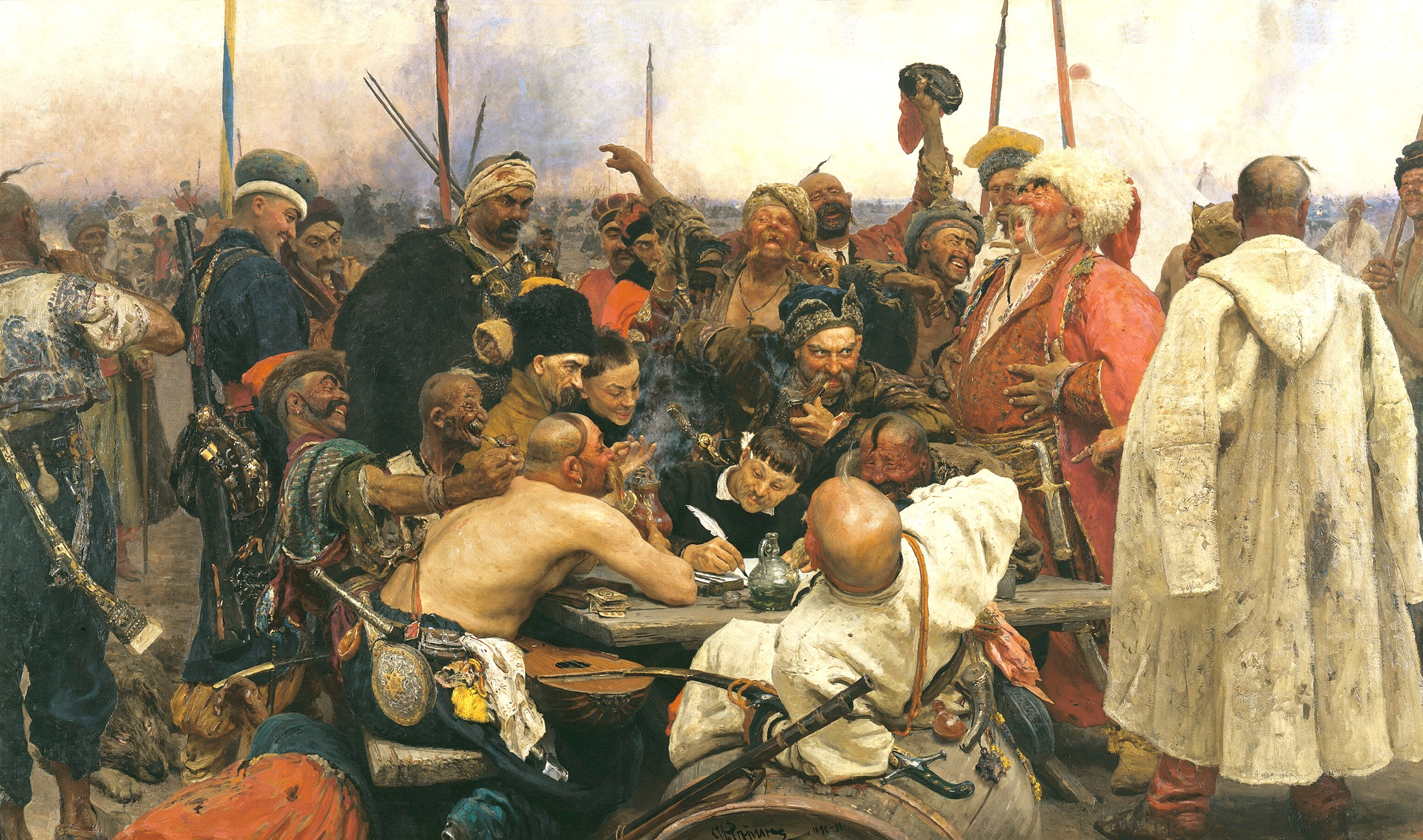
I cosacchi dello Zaporož'e scrivono una lettera al sultano di Turchia, di Il'ja Repin, del 1878-1891, attualmente nel Museo russo di San Pietroburgo

L'oseledec' (in ucraino оселедець? - aringa) detto anche čupryna (in ucraino чуприна?), čub (in ucraino чуб?, "cresta di piume") o chochol (in russo хохол?, "frangia") è un tipo di acconciatura che consiste di una stretta ciocca di capelli sull'apice della testa, con la rasatura completa di tutti gli altri capelli. La ciocca poteva essere raccolta in una treccia.

## Storia
L'oseledec' era un'acconciatura tipica per i cosacchi di Zaporižžja, e non solo, soprattutto nel XVII secolo. L'oseledec' cosacco era un'acconciatura analoga alla czupryna (testa rasata sui lati e sulla nuca) dei nobili polacchi nel XVI/XVII secolo. Nei tempi della vecchia Rutenia, l'oseledec' probabilmente era un segno di nobiltà.

## Utilizzo odierno
Il termine russo per oseledec', ovvero chochol - хохо́л, può essere usato sia come termine neutro che offensivo per indicare gli ucraini ; d'altra parte, lo stesso termine è usato comunemente anche in ucraino per riferirsi ai campagnoli oppure agli ucraini russofoni.